# Польское кардиологическое общество
Польское кардиологическое общество (пол. Polskie Towarzystwo Kardiologiczne) — польское научное общество, основанное в 1954 году.
Согласно Уставу, целью Общества является профилактика и борьба с болезнями сердца и сосудов; распространение знаний о достижениях кардиологии и кардиохирургии среди медицинских работников и населения; инициирование и поддержка научных исследований в области сердечно-сосудистых заболеваний; взаимодействие с государственными органами, средствами массовой информации и другими организациями с целью улучшения кардиологической помощи в Польше.
Общество организует конгрессы, научные конференции, а также выставки, концерты, публичные чтения и презентации для ознакомления общества с проблемами болезней сердца и их профилактикой; участвует в различных формах последипломного обучения медицинских работников; объявляет конкурсы и присуждает награды за выдающиеся работы в области кардиологии; осуществляет издательскую деятельность.
В состав Общества входят 19 территориальных филиалов и 21 научная секция. В настоящее время PTK насчитывает около 5500 членов (данные на 2020 г.).
Обществом издаётся научный журнал «Kardiologia Polska», являющийся официальным рецензируемым журналом Общества, публикуемым ежемесячно с 1957 года.
Общество является членом Европейского кардиологического общества (англ. European Society of Cardiology) и Всемирной федерации сердца (англ. World Heart Federation).
Председателем Общества является доктор наук Adam Witkowski.
Актуальная информация о деятельности Общества публикуется на сайте www.ptkardio.pl.